# Drei Brüder (Film)
Drei Brüder (Originaltitel: Tre fratelli) ist ein italienisches Filmdrama aus dem Jahr 1981, das auf der gleichnamigen Erzählung (im Original Третий сын) des russischen Autors Andrej Platonow basiert. Regie führte Francesco Rosi.

## Handlung
Eine ältere Frau, Matriarchin einer italienischen Familie, stirbt auf einem Bauernhof in Süditalien. Ihr Mann Donato holt ihre drei erwachsenen Kinder aus den Städten, in denen sie inzwischen leben, auf den Hof zurück, wo jedes von ihnen mit schwierigen persönlichen Problemen zu kämpfen hat. Raffaele, einer der Söhne und Richter in Rom, erwägt, den Vorsitz in einem Terrorismusprozess zu übernehmen, der ihn der Gefahr eines Attentats aussetzen würde. Ein anderer Sohn, Rocco, lebt in Neapel, ist gläubig und arbeitet als Erzieher in einer Jugendstrafanstalt, um seinem Wunsch, Jugendlichen in Schwierigkeiten zu helfen, nachzukommen. Nicola, der dritte Sohn, lebt in Turin und arbeitet als militanter Fabrikarbeiter, der in einen Arbeitskonflikt verwickelt ist, während er mit einer zerrütteten Ehe zu kämpfen hat.
Jeder der Männer geht auf seine Weise mit seiner Trauer um, während er gleichzeitig mit anderen emotionalen Problemen kämpft. Die Söhne denken über die Vergangenheit nach und träumen von der Zukunft; Raffaele stellt sich seinen Untergang vor, Rocco träumt davon, die Jugend Neapels vor Verbrechen, Drogen und Korruption zu retten, und Nicola sieht sich in den Armen seiner entfremdeten Frau. Während sie gemeinsam trauern, erkunden Donato und seine kleine Enkelin, Nicolas Kind, die Rhythmen des Bauernhofs.

## Auszeichnungen
Der Film gewann den Preis der Boston Society of Film Critics für den besten ausländischen Film und den Nastro d’Argento für die beste Regie und den besten Hauptdarsteller. Er wurde für den Oscar als bester internationaler Film nominiert. Bei den Filmfestspielen von Cannes wurde der Film 1981 außer Konkurrenz gezeigt.